# Macristis bilinealis
Macristis bilinealis är en fjärilsart som beskrevs av Barnes och Mcdunnough 1912. Macristis bilinealis ingår i släktet Macristis och familjen nattflyn. Inga underarter finns listade i Catalogue of Life.